# Afronisia brunnescens
Afronisia brunnescens är en insektsart som först beskrevs av Synave 1957.  Afronisia brunnescens ingår i släktet Afronisia och familjen Meenoplidae. Inga underarter finns listade i Catalogue of Life.